# GRASS GIS
GRASS GIS ist eine hybride, modular aufgebaute Geoinformationssystem-Software mit raster- und vektororientierten Funktionen. GRASS steht für Geographic Resources Analysis Support System, GIS für Geographical Information System.
Es steht unter der GNU General Public License und ist damit eine frei verfügbare Software. Das System bietet Raster- und topologische Vektordatenfunktionalität, 3D-Raster-Voxelbearbeitung, Bildverarbeitung, Visualisierungsmöglichkeiten und den Im- und Export verschiedener GIS-Datenformate. Als portable Software läuft es auf verschiedenen Betriebssystemen mit einer graphischen Benutzeroberfläche sowie optional per Kommandozeile.

## Entwicklungsgeschichte von GRASS
Ab den 1970er Jahren begannen Behörden in den USA damit, geographische Daten digital zu speichern und zu bearbeiten. Ab Mitte der 80er Jahre wurden von verschiedenen Firmen geographische Informationssysteme mit immer nutzerspezifischeren Lösungen entwickelt. Ziel war es dabei, „...eine umfassende Sammlung von Werkzeugen für die Erfassung, Speicherung, Bereitstellung im Bedarfsfall, Transformation und Darstellung raumbezogener Daten der realen Welt im Rahmen spezieller Anwendungen“ bereitzustellen. Auch GRASS wurde in diesem Zusammenhang ab 1982 von einer Anzahl US-amerikanischer Regierungsbehörden entwickelt. Die Tatsache, dass dies durch Steuermittel finanziert wurde, führte aufgrund der amerikanischen Rechtsprechung zu der (kosten)freien Nutzbarkeit dieses Programms.
Anfang der 1990er Jahre erfolgte die erste Veröffentlichung der GRASS-Version 4.0 im Internet. 1997 gründete sich das GRASS-Development-Team an der Baylor University, Waco (Texas), und gab im November des Jahres eine neue Version 4.2 heraus. Seit 1999 wird GRASS unter der GNU General Public License (GPL) veröffentlicht.
GRASS richtete sich bisher eher an der Raster- und Bildverarbeitung aus und war vom Leistungsumfang her mit ArcInfo zu vergleichen, das sich bislang eher an der Vektorverarbeitung orientierte. GRASS hat sich nunmehr zu einem leistungsfähigen GIS entwickelt.
Durch den modularen Aufbau (GRASS GIS ist eine unixtypische Sammlung vieler kleiner Programme) lassen sich einzelne Elemente einfach mit eigenen Applikationen unter einer Benutzeroberfläche verbinden.

## Versionen
Schon ab Version 5.2 waren umfangreiche Bio-Statische Applikationen in GRASS integriert. Momentan liegt GRASS in der stabilen Version 7.0 mit erweiterter Funktionalität und neuem Vektormodell vor. Die Entwicklung wird von den USA aus von der Open Source Geospatial Foundation koordiniert, zuvor auch von Italien und Deutschland aus, während sich die Baylor University gänzlich aus der Entwicklung zurückgezogen hat.

## GRASS-Anwender-Vereinigung
Im Jahr 2000 wurde die GRASS-Anwender-Vereinigung e. V. (GAV) gegründet, woraus im September 2008 der Verein FOSSGIS hervorgegangen ist. Der FOSSGIS vertritt die Open Source Geospatial Foundation (OSGeo) im deutschsprachigen Raum.